# عمر ترائوره (بازیکن فوتبال، زاده ۲۰۰۲)
عمر ترائوره (انگلیسی: Oumar Traoré؛ زادهٔ ۲۰ ژوئیهٔ ۲۰۰۲) بازیکن فوتبال اهل مالی است.
وی همچنین در تیم ملی فوتبال مالی بازی کرده است.